# 比奈站

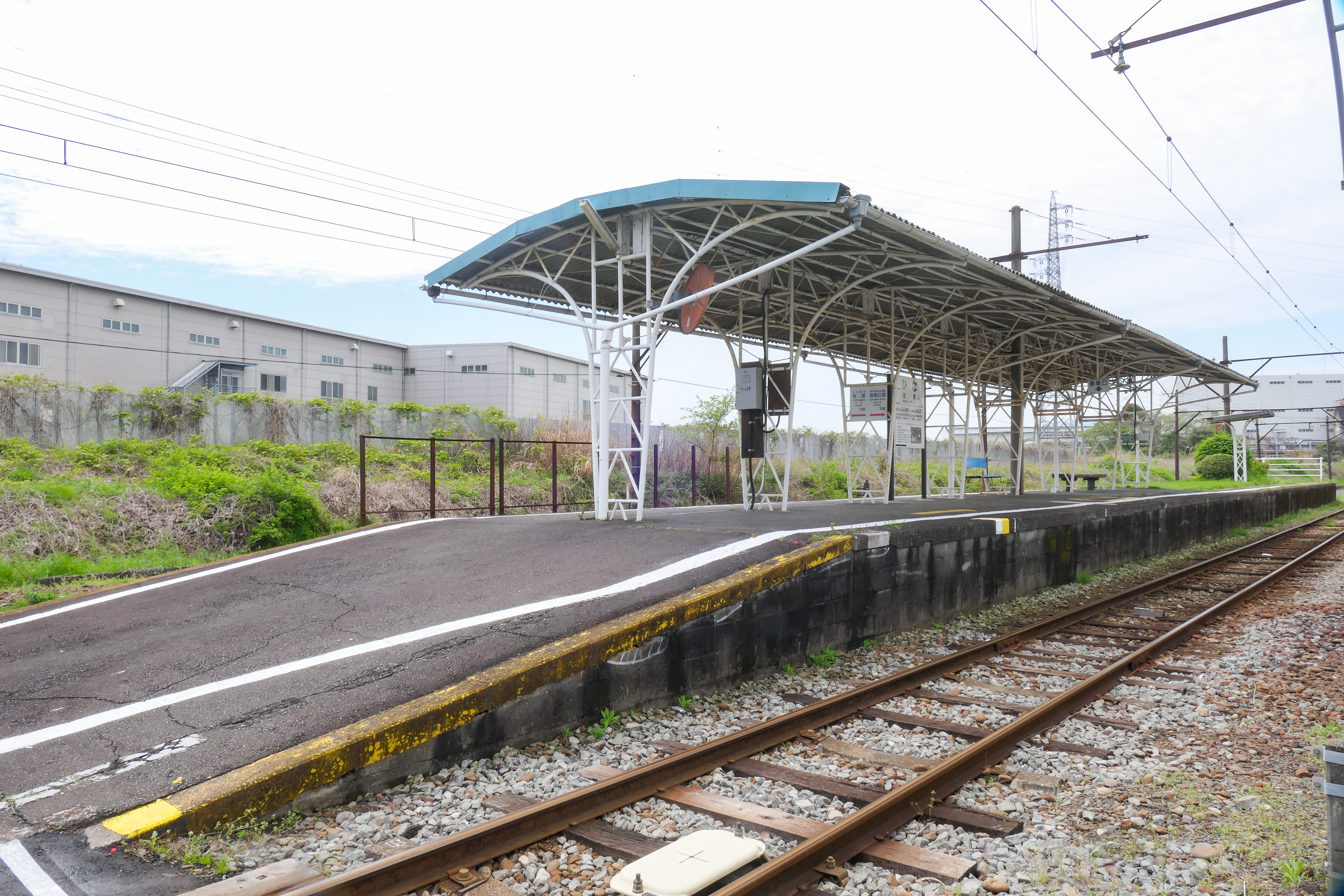
月台(2023年4月)

比奈站（日语：／ Hina eki */?）是位於靜岡縣富士市比奈666番1號，岳南電車的岳南線車站。車站編號為GD06。

## 歷史
- 1951年（昭和26年）12月20日 - 岳南鐵道（日语：岳南鉄道）車站啟用。同日大昭和製紙吉永工場專用線開始運行。
- 1969年（昭和44年） - 車站東邊的編組場線開始使用。
- 2012年（平成24年）3月17日 - 前日貨物列車結束運行，此站起成為無人車站。
- 2013年（平成25年）4月1日 - 隨著經營業務轉移，成為岳南電車車站[1]。

## 車站構造
此站是地面車站，設有1面2線的島式月台，可進行列車交會。曾經於站內設有許多側線，也設有日本製紙吉永工場和奧多摩工業專用線，現時均已經撤走。
另外，車站東邊鄰接興亞工業，該處設有5條編組場線，該處曾經設有機走線和興亞工業專用線，現時該處的路軌與本線路軌分離。在設備故障時或等待拆毀車輛會停泊在4號線和5號線。
車站大樓位於車站北邊。車站大樓與月台東端設有站內平交道連接。隨著貨物運送中止，此站在2012年（平成24年）3月17日成為無人車站。
在2015年（平成27年）11月14日起，車站北邊的鐵道模型店「富士夢工作室501」遷移至車站大樓內營業。車站大樓內的售票處和員工休息室改裝成為鐵路模型場景。

### 月台
| 月台                 | 路線    | 上下行 | 方向         |
| -------------------- | ------- | ------ | ------------ |
| 北側（靠近車站大樓） | ■岳南線 | 下行   | 岳南江尾方向 |
| 南邊                 | ■岳南線 | 上行   | 吉原方向     |

## 貨物起卸

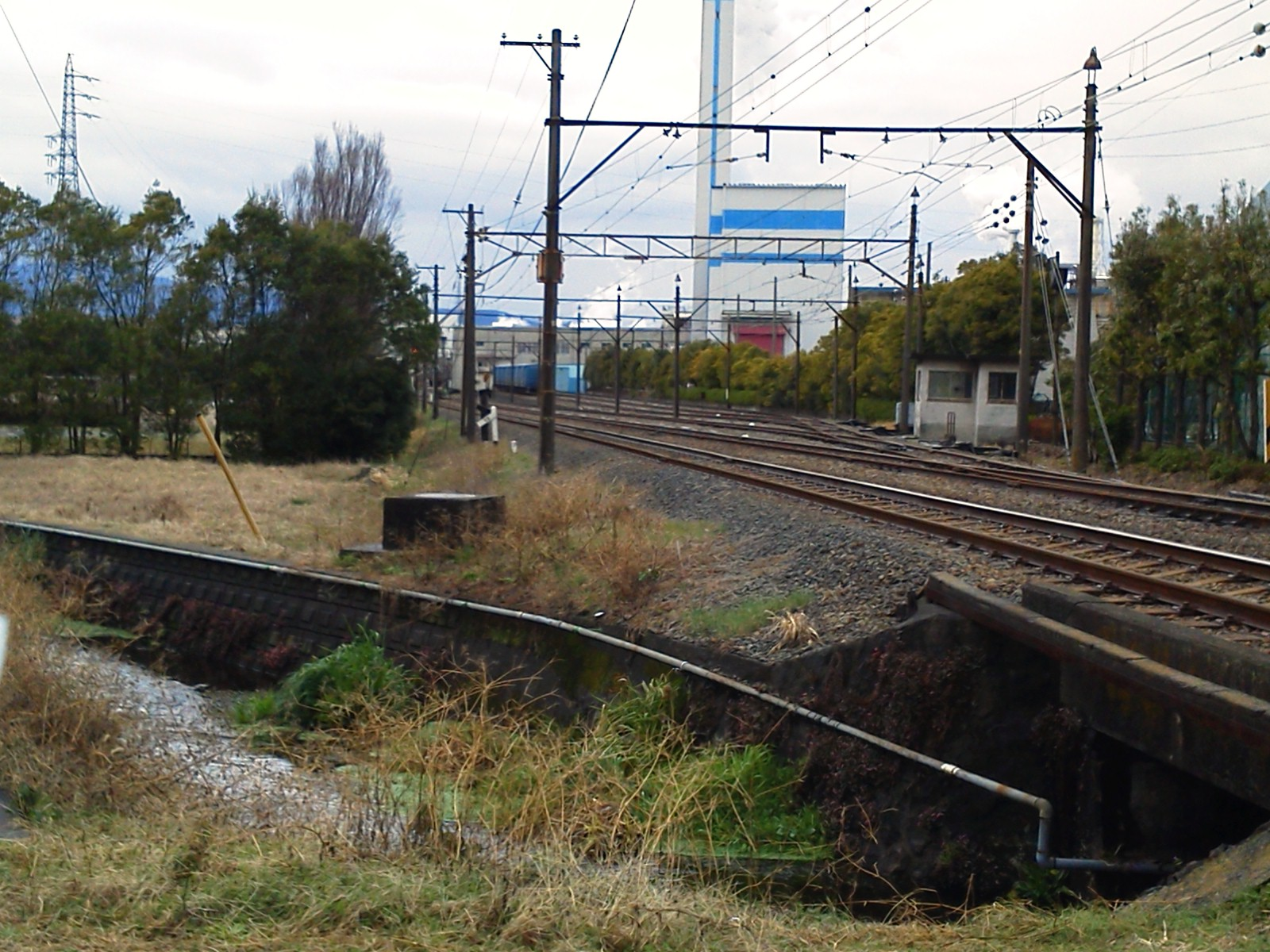
比奈站東邊的編組場線。

此站在岳南鐵道結束貨運列車服務前設有貨運列車班次停靠。當中車站設有連接專用線，同時可起卸貨櫃貨物和專用線到發的車載貨物。
此站設有專用線連接日本製紙吉永工場（舊・大昭和製紙吉永工場）中。當時使用了貨櫃列車或棚車（WaMu80000形貨車）運送製成品。當中使用棚車運送製成品前往越谷貨物總站和梅田站。
另外，該工場也會在鄰站岳南原田站進行貨物起卸。

## 使用狀況
根據「靜岡縣統計年鑑」，以下為1日平均上下車人次列表。
| 年度     | 一日平均 上下車人次 | 乘車人次 | 下車人次 |
| -------- | ------------------- | -------- | -------- |
| 2001年度 | 147人               | 72人     | 75人     |
| 2002年度 | 128人               | 66人     | 62人     |
| 2003年度 | 117人               | 60人     | 57人     |
| 2004年度 | 131人               | 66人     | 65人     |
| 2007年度 | 123人               | 61人     | 62人     |

以下為過去的貨物起卸量。
- 2006年度 - 發送量105,265公噸，到達2,335公噸[2]
- 2007年度 - 發送量79,360公噸，到達2,596公噸[3]

## 車站周邊
- 竹採公園（被認為竹取物語發祥之地）
- 富士市立吉原第三中學
- 靜岡縣立吉原工業高等學校（日语：静岡県立吉原工業高等学校）
- 富士市立高等學校（日语：富士市立高等学校）
- 日本製紙吉永工場
- Jatco總部、富士事業所

## 其他
日本電視台劇集「anone」中，於此站與鄰站岳南原田站取景。

## 相鄰車站
岳南電車
■岳南線
岳南原田（GD05）－比奈（GD06）－岳南富士岡（GD07）

## 注腳
1. ↑  . 日本經濟新聞. 2013-01-25  [2013-01-27]. （原始内容存档于2021-02-14） （日语）.
2. ↑  富士市統計書
3. ↑  靜岡縣統計年鑑

## 外部連結
- GD6 比奈站 （页面存档备份，存于）（日語） - 岳南電車株式會社